# Aalto-Hochhaus
L'Aalto-Hochhaus è un grattacielo di Brema, progettato dall'architetto finlandese Alvar Aalto nel 1958 e completato nel 1962. È alto all'incirca sessanta metri per ventidue piani e ospita 189 appartamenti.

## Storia e descrizione

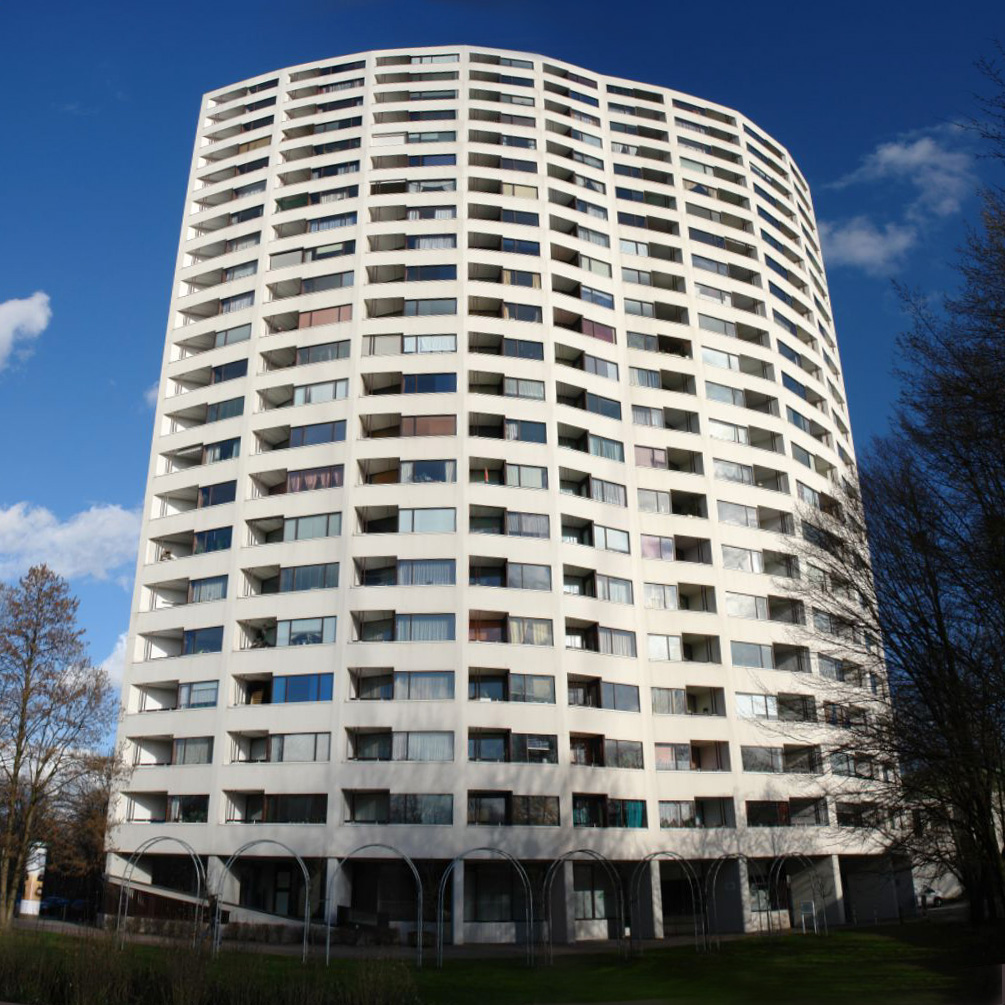
Foto della Aalto-Hochhaus

Sull'onda del successo riscosso dall'architetto Alvar Aalto nell'Interbau di Berlino del 1957, nonché degli unanimi consensi suscitati dal design scandinavo in quel periodo, le autorità della GEWOBA decisero di affidare all'architetto residenziale la progettazione di una torre residenziale da erigersi presso il quartiere Vahr di Brema, in Germania. Aalto presentò il suo progetto definitivo il 21 ottobre 1958 e i lavori di costruzione ebbero ufficialmente inizio il 18 settembre 1959, con la posa della prima pietra, per poi terminare nelle ultime settimane dell'anno 1961.
Quest'opera aaltiana fu premiata, nel 1974, dall'associazione dei Bund Deutscher Architekten con la seguente motivazione: «Il complesso edilizio [...] si caratterizza per la sua eccellente ubicazione urbana e la sua sagomatura idiosincratica, ma magistrale. Il grattacielo di Aalto è un punto di riferimento distintivo e memorabile». Come osservato dalle autorità del BDA, in effetti, grazie al suo peculiare impianto ondulato la Hochhaus aaltiana si costituisce vigorosamente come un polo di interesse visivo in grado di esaltare la fruizione spaziale di una trama edilizia altrimenti eccessivamente indifferenziata.
Si viene tuttavia a generare una situazione distributiva angusta, monoaffaccio, allorché i vari alloggi sono finestrati solo verso ovest. Per risolvere i gravosi problemi aeroilluminativi che si vengono così a generare Aalto dilata e fa aprire l'organismo edilizio verso l'esterno con un interessante motore distributivo, consistente di 189 appartamenti (monolocali e bilocali) caratterizzati dalle giaciture più diverse e distribuiti a raggiera sui ventuno piani della torre. Ciascun alloggio, dotato di cucina, servizi igienici, soggiorni e camere da letto, ha dimensione compresa tra i 34,4 e 59,5 m² e, estendendosi secondo la geometria del ventaglio, si impone in maniera spaziosa, luminosa, molto libera e moderna, malgrado la «sagomatura idiosincratica» evidenziata dalla BDA, potendo anche fruire di una piccola loggia, in modo tale da dare l'impressione della casa unifamiliare in un contesto abitativo di massa.